# Santa Sofronia
Sofronia (Taranto, ... – Isole Cheradi, 309) è stata una religiosa italiana.
È venerata dalla Chiesa cattolica come santa anacoreta e martire.

## Agiografia
Visse nel IV secolo in Puglia, venne educata nella religione cristiana, raggiunta la maggiore età, decise di seguire l'esempio di santa Pelagia di vivere una vita anacoretica e penitenziale. Così fuggì di nascosto dalla casa paterna e si imbarcò per le Isole Cheradi, allora chiamate Pelagie, poiché vi era una chiesa in onore di Santa Pelagia.
Visse da eremita sull'isola maggiore, oggi chiamata isola di San Pietro, dove costruì una capanna di rami e tronchi d'albero.
Una leggenda devozionale racconta che trascorse la vita meditando sulle cose divine, conversando con gli angeli, digiunando e scrivendo le sue memorie sui tronchi degli alberi. 
Di tale venerazione si trovano attestazioni in molte testimonianze pittoriche tra cui un antico affresco, conservato in San Pietro Mandurino a Manduria, nel quale è raffigurata la giovane eremita in abito da penitente che incide il proprio nome sugli alberi dell'isola. Un altro affresco raffigurante santa Sofronia si trova a Trevi, a villa Fabbri. Di lei hanno scritto anche Sofronio Eusebio Girolamo e Ambrogio Merodio.

## Culto
Quando morì non ebbe sepoltura e, secondo un'altra leggenda, gli uccelli ne avrebbero ricoperto il corpo con fiori e fronde. Alcuni pescatori che erano sbarcati sull'isola, sempre secondo la leggenda, attirati dal profumo dei fiori che ricoprivano Sofronia, ne scoprirono il corpo esanime. Questi condussero il suo corpo a Taranto, dove ricevette sepoltura.
La commemorazione liturgica ricorre il 10 maggio.